# IV Водолея
IV Водолея (лат. IV Aquarii), HD 201098 — одиночная переменная звезда в созвездии Водолея на расстоянии приблизительно 1520 световых лет (около 466 парсеков) от Солнца. Видимая звёздная величина звезды — от +6,65m до +6,5m.

## Характеристики
IV Водолея — красный гигант или яркий гигант, пульсирующая медленная неправильная переменная звезда (LC) спектрального класса M4:II: или M3/4III. Эффективная температура — около 3500 К.